# NSDAP/AO (1972)
El NSDAP/AO es una organización estadounidense neonazi. Fue fundada en 1972 por el ciudadano estadounidense Gary Rex Lauck en Lincoln, Nebraska. La organización significa "NSDAP Aufbau- und Auslandsorganisation" (en español; NSDAP-Desarrollo y Organización Extranjera) La organización de Lauck afirma ser una continuación del NSDAP original y suministra material de propaganda a los neonazis de todo el mundo. Desde 1973, este nuevo NSDAP/AO publica revistas nacionalsocialistas ("NS-Kampfruf", por ejemplo), por su propia cuenta en diez idiomas. Como uno de sus objetivos políticos, declara la readmisión de NSDAP como parte elegible en Alemania y Austria. El grupo también ha estado activo en varios países de Europa, tanto coordinando con movimientos locales como distribuyendo propaganda individualmente.